# South Herefordshire
South Herefordshire var ett distrikt i Hereford and Worcester i England. Distriktet hade 52 900 invånare år 1992. Distriktet upprättades den 1 april 1974 genom att stadsdistriktet Ross-on-Wye slogs ihop med landsdistrikten Dore and Bredwardine, Hereford och Ross and Whitchurch. Det avskaffades 1 april 1998 och blev en del av Herefordshire.